# أبلق النخيل
أبلق النخيل أو البالمشات هو طائر يتبع جنس الأبلق يوجد بشكل أساسي بالكاريبي و هو الطائر الوطنيفي جمهورية الدومينيكان.

## التوزع
يوجد نوع واحد في هيسبانيولا وجزيرة غوناف في الهند الغربية أو ما يعرف بجزر الكرايبي،
يعيش في الأدغال المكشوفة، غير مهاجر.

## الوصف
طوله حوالي 20 سم، يكون الريش متين خشن بني زيتوني في الأعلى، أصفر و أبيض مخطط بالبني بالأسفل، الجناحان متوسطان مستديران، الذيل مائل للطول، الأرجل والأصابع متينة، المنقار ثقيل مضغوط، الذيل مائل للطول، الأرجل والأصابع متينة، المنقار ثقيل مضغوط، و كلا الجنسن الذكر و الأنتثى متشابهان في الوصف.

## السلوك
أبلق النخيل طائر اجتماعي يسكن الأشجار و يتغذى على الفواكة والزهور لا يتغذى على الأرض أبداً، صاخب ينشد بشكل هذر أجش، يبني أعشاش ضخمة مشتركة مقسمة لحجيرات في النخيل أو الصنوبر من الأغصان الصغيرة والأعواد ومبطنة ( مكسوة ) بالقشور الطرية والأعشاب، يضع من 2 إلى 4 بيوض بيضاء مبقعة بالرمادي.

## أنواع
أنواع هذا الجنس:
- كود سباركل
- تحديث القائمة